# Christell
Christell Jazmín Rodríguez Carrillo (Talcahuano, 2 de enero de 1998), conocida simplemente como Christell, es una cantante, músico y fonoaudióloga chilena.
Se dio a conocer a los cinco años de edad en el programa de talentos chileno Rojo, Fama contrafama de TVN participando en el concurso de imitación como imitadora de la también cantante María José Quintanilla. 
Como cantante editó tres discos y un EP, siendo recordado su éxito «Mueve el ombligo», los cuales fueron récord en ventas en el país y en el extranjero, tanto así que fue nominada al Grammy Latino por su segunda producción discográfica. En el 2023, su canción «Dubidubidu» se viraliza en los Estados Unidos y Japón al ser asociada a un meme de un gato, lo que generó un nuevo impulso a su carrera.

## Biografía

### 1998 - 2002: Inicios
Hija de Christian Rodríguez y Miriam Carrillo, ambos integrantes del grupo cristiano Ministerio Musical Piedra Viva, Christell nació y creció en medio de instrumentos musicales y melodías. Según cuenta su madre desde muy pequeña sintió interés por la música comenzando no solo a cantar, sino a tocar algunos instrumentos y a bailar. A los dos años de edad Christell participó en un festival de Panderos y Percusiones, en el que destacó por sus dotes de ejecución artística y su ritmo con la música para ser tan pequeña, por lo que su padre comenta que En el pandero va su base rítmica y los tiempos para poder entrar en una canción. Luego y hasta años más tarde, Christell siguió acompañando a sus padres en presentaciones musicales en su iglesia parroquial tocando dicho instrumento. A los cuatro años participó en un festival infantil con una canción inédita titulada Mamá contó una historia. Ese mismo año colaboró en un grupo de danza cristiano católico.
2003 - 2004: Rojo Fama Contrafama y Álbumes de Estudio
Su carrera artística comenzó a los 5 años, un 5 de julio de 2003, cuando concursó como doble de María José Quintanilla (integrante del programa Rojo Fama Contrafama) en una de las galas realizadas por dicho programa en la ciudad de Talcahuano, cantando rancheras. Cantó la popular canción México lindo y querido en donde ganó.
Christell comenzó a asistir al programa Rojo, cantando, al igual que María José Quintanilla, temas del cancionero popular mexicano. Con solo 5 años cantaba temas como «La Bikina», «La mochila azul», «Cielito Lindo», entre otras. Cada vez que Christell pisaba el escenario de Rojo, el programa marcaba más de 38 puntos de rating. Pasaron los meses y tras un acuerdo con el sello Warner Music, a la pequeña se le anunció que grabaría un disco, y en noviembre de ese mismo año, lanzó su primer disco homónimo, con el cual en tan solo un día ya había vendido más de 8 mil copias, mientras que a los 5 días alcanzó el disco de platino y con la misma velocidad los 6 discos de platino.
En febrero del 2004, Christell viaja a Estados Unidos para participar en el programa Don Francisco presenta, interpretando en el programa su éxito "Mueve El Ombligo". El 20 de mayo del 2004, lanzó su segundo disco "La Fiesta Continua!!!" y su lanzamiento fue a nivel nacional en vivo en una emisión de Rojo. Un día después, el 21 de mayo de ese mismo año alcanzó el disco de oro y a las semanas el octavo disco de platino.
En agosto de ese año lanzó un disco y un DVD karaoke con los mejores éxitos de la cantante. En octubre fue invitada a participar en el videoclip de Los Prisioneros "Manzana" que fue emitido en vivo en el programa Rojo Fama Contrafama. 
El 15 de diciembre del 2004 lanza su tercer disco "¡Ponte Las Pilas!" nuevamente en vivo durante una emisión de Rojo, además se incluyó el primer videoclip de la cantante con su hit "Mueve El Ombligo" donde también participan los bailarines del programa. Un tiempo después participó en el bloque infantil de la Teletón 2004.

### 2005: Giras al Extranjero y Nominación al Grammy Latino

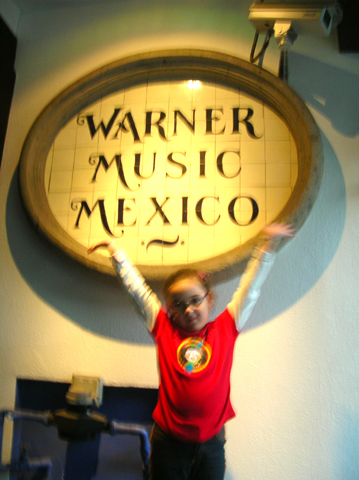
Christell en Warner Music México a los 7 años, 2005.

El 7 de enero la cantante realizo su última partipación en el programa Rojo Fama Contrafama en una de las galas, después de dicha presentación Christell no volvio a ser invitada al programa para evitar meterse en más polemicas como el año pasado. Meses después comienza una gira por México, Puerto Rico y las comunidades latinas de Estados Unidos como Miami y Los Ángeles, en donde lanzó un disco edición especial con sus mejores éxitos para lanzarlo en dichos países. Durante esta gira la cantante recibió un disco de oro por más de 50.000 copias vendidas en México. 
Durante este año, la cadena Televisa de México estuvo bastante interesada en realizar una telenovela con la pequeña artista como protagonista, aparte también de tenerla como "rostro" de uno de los proyectos más importantes como cadena televisiva: la campaña de promoción de "Tarabu", destinado a vender música a través de Internet, para la cual Christell grabó al ritmo del tema "Mueve el Ombligo" la siguiente frase de promoción: "Aquí encontrarás toda mi música, puedes bajar mis canciones". Esta ofensiva publicitaria tuvo a Christell a través del spot promoviendo el proyecto (www.tarabu.com) en cuatro canales de televisión, revistas como TV y Novelas, radios como Los 40 Principales y portales de Internet como esmas.com. "¿Por qué me eligen a mí y no a Luis Miguel?", bromeaba la artista.
Dado al éxito de la cantante, la compañía Doce firmó un contrato con su mánager para crear una caricatura con la imagen de Christell, convirtiéndose en la primera artista chilena en tener una caricatura. El masivo proyecto incluía una línea de ropa, juguetes, productos escolares y de cuidado personal más una serie animada, todo inspirado en la imagen caricaturizada de la cantante. Luego de un desacuerdo entre los padres de la menor y su mánager, el proyecto fue cancelado saliendo a la venta solo algunos productos y prendas que el mánager no pudo detener. Los padres aseguraron haber cancelado el contrato debido a que la agencia mánager tenía planes para la cantante que no habían sido conversados previamente con ellos con la intención de sacar un provecho monetario. También aseguraron que Christell seguiría cantando porque ella así lo quisiera y no por los intereses de otros. Finalmente firmaron un contrato con la compañía Multimusica.
Otros importantes pasos que dio la artista en el país azteca fue participar de importantes programas de televisión como En Familia con Chabelo, un emblemático show infantil de Televisa que supera los 30 años en pantalla. Christell también visitó importantes radios, y otros programas de televisión, dio entrevistas a la prensa y participó de jurado en el espacio infantil llamado Sonric'slandia.
En noviembre de ese año Christell fue nominada al Grammy Latino por su segundo disco La Fiesta Continúa convirtiéndose en la artista más pequeña en ser nominada a tal premio. Gracias a la nominación, el viernes 4 de noviembre Christell fue invitada al programa Mucho Lucho en Canal 13 (Chile).

### 2006-2010: La Movida del Festival y Teatro en Chilevisión
Christell inicio el 2006 con una pequeña gira a Puerto Rico, debido al gran éxito que tuvo la cantante en su última visita se realizó un concurso buscando a la doble de la pequeña. En febrero de ese mismo año participó en el programa La movida del festival de Canal 13, como "crítica" del Festival de Viña. De esta manera, con 8 años Christell se convirtió en la persona más joven en comentar el Festival más grande de Latinoamérica.[cita requerida] .Gracias a su participación en el programa pudo conocer a varios artistas como Juan Luis Guerra, DJ Méndez y a dúos como Andy y Lucas y Sin Bandera.
Tras un pequeño receso en la carrera de Christell, en 2008 y 2009 se desempeña como actriz en Chilevisión, haciendo teatro en vivo en el estelar Teatro en Chilevisión en donde desarrolla y da a conocer una nueva faceta. Mientras que el 22 de noviembre del 2008 vuelve a los escenarios cantando en el Primer Festival de la Música Cristiana".
El 22 de febrero de 2010 Christell regresa nuevamente con la música presentándose en el programa La Movida del Festival y en el matinal Viva la Mañana, ambos de Canal 13. En diciembre, la cantante atrae la atención pública luego de subir a la red multimedia YouTube un video musical editado por ella. El video se tituló Parezco Japonesa, fue grabado durante el año 2010 por Christell y un grupo de compañeras como una tarea escolar para la asignatura Lenguaje en una unidad referente a las comunicaciones. La canción Parezco Japonesa es un cover mexicano de la canción Turning Japanese de The Vapors. El ex-grupo juvenil mexicano Zona Escolar realizó un cover del tema inglés en el año 2004, tomando la melodía y cambiando la letra por una acorde a sus vivencias como niñas preadolescentes. Christell, luego de viajar a México en el 2005, conoció al grupo mexicano, quienes le regalaron su disco. Es así como la cantante graba su versión del cover mexicano en el 2008, a los 10 años con ayuda de un profesor en el colegio. Teniendo esta canción ya grabada para el 2010, Christell decide utilizarla para grabar ahora el videoclip junto a sus compañeras.

### 2011 - 2023: Calle 7, Retorno a la Música, Rojo y Dubidubidu
En 2011 es invitada al programa de Televisión Nacional de Chile Calle 7 donde se presenta con la canción How can I not love you. Ahí mismo se declara gran fan del programa juvenil, y muestra sus dotes histriónicas coanimando junto a Jean Phillipe Cretton gran parte del programa. Entre 2012 y 2015 es entrevistada e invitada a cantar en varios programas de Mega y Chilevisión. 
Tras 11 años sin sacar material discográfico nuevo, en 2016 lanzó el sencillo "Quiéreme", un cover del cantante Johnny Sky bajo la casa discográfica "One Hit Music". En 2017 saco su EP "Evolución" dando a conocer una nueva faceta probando distintos ritmos musicales.
En 2018 ingresó a estudiar fonoaudiología, y en agosto de 2019 se integra a la cuarta temporada de Rojo, el color del talento de Televisión Nacional de Chile, volviendo al programa que la vio nacer, donde permaneció una semana.
Entre 2020 y 2021 creó su propio programa en línea "Sumalo a tu Playlist" donde entrevistaba a varios artistas nacionales.
Durante 2021 y 2022 participó en el programa ¿Quién es la máscara?, donde interpretó a Guagua, quedando en tercer lugar. En 2022 se unió al programa Aquí se baila donde bailó 2 temporadas junto a Luciano Coppelli, y en 2023 lanzó su libro Lo que me dijeron que no hiciera, pero hay que hacer de todas maneras. 
Entre fines de 2023 e inicios de 2024, una de sus antiguas canciones, Dubidubidu, se volvió viral en TikTok y otras redes sociales, iniciándose el fenómeno en Estados Unidos.

### 2024 - Actualidad: Popularidad en Japón y Corea del Sur, El Mundo de Christell
En enero de 2024 la canción estuvo en el primer lugar de las listas de audiencia de Spotify en Japón, adquiriendo fama también en Corea del Sur luego que Beomgyu publicara un video en TikTok bailando al ritmo de dicha canción.
El 16 de febrero de ese mismo año participa en el evento "Juntos Chile Se Levanta" en el Movistar Arena, con el propósito de ayudar a la quinta región de Valparaíso tras los incendios que azotaron a la región y sus comunas, junto a otros artistas chilenos como Carolina Soto. El 2 de mayo lanza las reversiones de su canción Dubidubidu, en los idiomas español, inglés y japonés. 
El 14 de octubre la canción Dubidubidu entra al juego Just Dance, conviertiendo a Christell en la primera cantante chilena en estar en dicho juego. En diciembre Christell participa en la obra mexicana "Santa Clous Spetacular y el Regalo Mágico".
En febrero de 2025, Rodríguez anunció lo que sería su nuevo proyecto musical "El Mundo de Christell" que es dirigido para un público infantil. Días después participa en el desfile de la gala del Festival de Viña.
El 27 de marzo lanza su primer sencillo de su próximo disco titulado "Pa Allá Pa Acá".  A su vez haciendo promoción del sencillo en distintos programas chilenos.
El 1 de mayo es publicado el sencillo "Mami", junto a su videoclip.
El 5 de junio se lanzó el sencillo "La Cuerda Loca", incluyendo su video. 
El día 3 de julio, se lanzó el sencillo "La Cumbia del Pato", además de su videoclip, siendo el debut del personaje del "Pato", además de ser el primer videoclip de la cantante con animaciones en 3D.

## Controversias

### Incidente en Calama
Así se le llamó a una de las polémicas de la pequeña artista chilena. Fue el 21 de febrero de 2004 mientras Christell daba un show en la ciudad de Calama cuando empezó a sentir un malestar estomacaly pidió bajarse del escenario, cosa que no se le permitió debido a las pifias del público y a que el padre le pidió un tema más para calmar a la gente. La situación fue grabada por Andrea Espinoza.
La exposición de la cinta desencadenó todo tipo de reacciones incluyendo una acusación al padre de la menor por explotación. El padre de la artista reconoció haber cometido un error y manifestó: 

Fue un error mío al no dimensionar la molestia que sentía... Debí haberle hecho caso a mi señora que me pedía que no actuara".

El padre aseguró que esa mañana Christell fue llevada al centro asistencial de Calama, donde «le hicieron un diagnóstico estable. En la tarde estaba animada y con ganas de cantar. Luego volvió a complicarse, pero fue durante el espectáculo y la llevamos nuevamente a la clínica». A lo que agregó: «Fue un error pedirle otra canción a Christell, pero lo hice porque no supe manejar la situación ni la presión del público. No fue pedirle, sino que darle una idea para salir del paso, fue un error no saber manejar la presión de la gente. No quiero que por esto me tachen de explotador».
Por su parte TVN, el programa buscatalentos Rojo Fama Contrafama (programa en donde Christell se dio a conocer), y particularmente Rafael Araneda (el conductor de este último) aclaró no haber estado al tanto de la situación, y si bien tuvieron una conversación con los padres de la menor después del incidente, Araneda aclaró que la niña nunca tuvo una agenda saturada y aseguró que para ella cantar es solo un juego, por lo que jamás sus padres la han obligado a pisar el escenario. Para mayor seguridad, TVN pidió la asesoría de la UNICEF.
También se redactó una carta a nombre del canal TVN y del programa Rojo Fama Contrafama, la cual fue leída por Rafael Araneda en el programa donde dejan en claro que ellos siempre resguardaron la integridad de la menor:

"En la presentación a la prensa de la nueva temporada de 'Rojo', se solicitó una posición del espacio frente a las actuaciones privadas artísticas de Christell Rodríguez. En la oportunidad se dijo que el tema sería abordado en el programa... Hoy, después de conocer el vídeo que muestra a la niña evidentemente enferma y siendo incitada a continuar con una actuación organizada en la ciudad de Calama, manifestamos nuestro más absoluto rechazo a acciones de este tipo que atentan contra los derechos fundamentales de la niña".
"Por nuestra parte tenemos la más absoluta convicción de que la relación que Christell ha tenido con el programa "Rojo" se ajusta por completo a la ley que reconoce las actividades artísticas de menores de edad. En el caso concreto de Christell es necesario destacar que su participación en el programa se ha diseñado de manera tal de respetar y resguardar las necesidades propias de su edad...".
Televisión Nacional de Chile

En 2017, durante su participación como invitada en el estelar de televisión Vértigo, Christell dijo que a la edad de 12 o 13 años, tuvo una conversación con sus padres para entender bien el suceso, debido a que en el momento ocurrido ella no tenía la consciencia suficiente debido a sus cortos años, declarando finalmente que jamás hubo tal abuso, manifestando incluso que en caso de tener un hijo con talento artístico, sí lo dejaría convertirse en figura pública, siempre y cuando éste se divierta.

### Proyecto 'Ley Christell'
Después del incidente de su presentación en Calama, la discusión pública llevó a cuestionar la legislación vigente respecto a las actividades laborales de niños artistas, particularmente la administración del patrimonio, la primacía del estado de salud y la continuación de la escolaridad, y los vacíos legales que impedían la fiscalización de los organismos del estado. Los medios de comunicación bautizaron las intenciones de este cambio en la legislación como 'Ley Christell', aunque nunca se le denominó así de forma oficial.
El 20 de abril de 2004, los diputados Alejandro Navarro (PS) y Antonio Leal (PPD) ingresaron un proyecto de ley que pretendía modificar el Código del Trabajo, con el fin de regular las actividades de niños artistas menores de 15 años. El proyecto contemplaba fijar las obligaciones de los empleadores y los administradores al momento de la contratación, de modo de que no se exponga la salud de los menores, sus estudios no se vean interrumpidos, y se les garantice el 50% de los ingresos en un fideicomiso que se liberaría una vez que cumplan la mayoría de edad.
El proyecto fue enviado a la Comisión del Trabajo. Sin embargo, nunca fue discutido y terminó siendo archivado el 4 de mayo del 2010.

## Discografía
| Año  | Título                        | Certificación |
| ---- | ----------------------------- | ------------- |
| 2003 | Christell                     | 6x Platino    |
| 2004 | ¡La Fiesta Continua!          | 8x Platino    |
| 2004 | ¡Ponte Las Pilas!             | 2x Platino    |
| 2025 | El Mundo de Christell - Vol.1 |               |

EP
- 2017 - Evolución
- 2020 - El Comienzo

Sencillos
- 2016 - Quiéreme
- 2017 - Tiempo de Navidad
- 2018 - Te Amo Tanto
- 2019 - #Yano
- 2021 - Quierete a Ti
- 2021 - Mi Sentir
- 2022 - El Problema
- 2024 - Dubidubidu (Christell's Versions)
- 2025 - Pa Allá Pa Acá
- 2025 - Mami
- 2025 - La Cuerda Loca
- 2025 - La Cumbia del Pato

Otros Discos
- 2003 - Rojo, El Color De La Navidad
- 2004 - Rojo De Vacaciones
- 2004 - Karaoke: Canta y Baila con Christell
- 2005 - Clan Rojo: En Verano
- 2005 - Mueve El Ombligo: Edición Especial

Colaboraciones
- 2009 - Aires Navideños CD 1 (con la canción "Mi Burrito Sabanero")

DVD
- 2004 - Karaoke: Canta y Baila con Christell

## Filmografía
| Año         | Título                       | Personaje                            |
| ----------- | ---------------------------- | ------------------------------------ |
| 2003 - 2005 | Rojo                         | Ella misma (Parte del Clan)          |
| 2003 - 2019 | Buenos días a todos          | Invitada (2003 - 2005 / 2011 - 2024) |
| 2003        | De pe a pa                   | Invitada                             |
| 2003        | Ciudad Gótica                | Invitada                             |
| 2004        | Don Francisco presenta       | Invitada                             |
| 2004        | Teletón 2004                 | Invitada junto al Clan Rojo          |
| 2005        | La Energía de Sonric'slandia | Jurado                               |
| 2005        | Familia con Chabelo          | Invitada                             |
| 2005        | Sábado gigante               | Invitada                             |
| 2005        | Mucho Lucho                  | Invitada                             |
| 2006        | La movida del festival       | Opinóloga                            |
| 2008 - 2009 | Teatro en Chilevisión        | Diversos Personajes                  |
| 2008        | Animal nocturno              | Invitada                             |
| 2010        | La movida del festival       | Invitada                             |
| 2010        | Viva la Mañana               | Invitada                             |
| 2010        | Acoso textual                | Acosada                              |
| 2011        | Calle 7                      | Coanimadora                          |
| 2012        | SQP                          | Invitada                             |
| 2013        | El Gallinero                 | Invitada                             |
| 2014        | Más vale tarde               | Invitada                             |
| 2014        | Menú de Tevito               | Invitada                             |
| 2014        | Mentiras Verdaderas          | Invitada                             |
| 2015        | El Late de Nuevo Tiempo      | Invitada                             |
| 2015 - 2016 | Siempre Juntos               | Invitada                             |
| 2015 - 2018 | Mucho gusto                  | Invitada                             |
| 2016        | Mujeres primero              | Invitada                             |
| 2017        | Vértigo                      | Invitada                             |
| 2017        | Somos Un Plato               | Invitada                             |
| 2017 - 2018 | Bienvenidos                  | Invitada                             |
| 2017        | Sabores                      | Invitada                             |
| 2017        | MILF                         | Invitada                             |
| 2018 - 2019 | Rojo, el color del talento   | Invitada y Competidora               |
| 2019        | La noche es nuestra          | Invitada                             |
| 2019        | No culpes a la noche         | Invitada                             |
| 2020        | CHV en casa                  | Invitada                             |
| 2021        | Pecados Digitales            | Invitada                             |
| 2021        | Mas Vivi Que Nunca           | Invitada                             |
| 2021 - 2022 | ¿Quién es la máscara?        | Guagua                               |
| 2022        | Aquí se baila                | Competidora                          |
| 2023        | Aquí se baila 3              | Competidora                          |
| 2024        | Efecto N                     | Invitada                             |
| 2024        | Al Piano con Lucho           | Invitada                             |

## Videografía
| Año  | Canción                               | Disco                     | Descripción |
| 2004 | Manzana                               | Manzana (Los Prisioneros) | Christell fue invitada a participar en el videoclip "Manzana" del popular grupo chileno Los Prisioneros, el cual, cuenta una entretenida historia en donde los integrantes del grupo musical (en versión miniatura) caen por accidente con su nave espacial en la casa de Christell, por lo que ella los lleva a su habitación como juguetes y los obliga a tocar su música. Finalmente ellos logran escapar pero al momento de elevar su nave se les acaba la batería y vuelven a caer a la casa de Christell.                                           |
| 2004 | Mueve el ombligo                      | Christell                 | Christell enciende un equipo de música para bailar y cantar, al encenderlo salen notas musicales gigantes, las que entran al oído de cada uno de los personajes que aparecen en el video, quienes se contagian de la música y comienzan todos a bailar junto a ella. Quienes acompañan a Christell en este videoclip musical son Leticia Zamorano, Constanza Azúa, Pablo Sandoval y Jonathan González, todos bailarines del programa musical Rojo Fama Contrafama, en el cual se dio a conocer Christell y desarrolló gran parte de su carrera artística. |
| 2010 | Parezco japonesa                      |                           | Video dirigido y editado por Christell como producto de una tarea escolar. El vídeo empieza con Christell despertando, y llega su madre para peinarla como "Japonesa", también hay escenas en su patio, en su colegio y lugares de su casa. |
| 2016 | Quiéreme                              |                           | Christell va con sus amigas hasta un estudio de música, al tocar la puerta las recibe un apuesto chico. Durante la grabación de la canción los 2 se enamoran, al final del video Christell deja su celular en una parte del estudio donde el chico lo enciende y empieza a ver algunas fotos de ella, decide dejarle su número telefónico atrás del teléfono de Christell con un pedazo de cinta. |
| 2018 | Te Amo Tanto (ft. Pablo Alarcón)      |                           | El video comienza con la toma completa de un parque, donde muestra a 2 enamorados (Christell y Pablo Alarcón). Se muestran tomas de ellos 2 en su convivencia amorosa, el video finaliza con un beso de ellos 2. |
| 2021 | Quierete a Ti (ft. Renzo, Pablo León) |                           | Varias tomas de diversas personas inician el video, mientras los cantantes cada uno desde su casa interpretan la canción. |
| 2021 | Mi Sentir                             |                           | Hay varias fotos tiradas en el suelo, luego se enfoca a Christell acostada en su cama, sobrepensando y mirandose al espejo. Luego en una tina de baño mojada por completo, mientras el video avanza se puede ver como Christell esta en un lago con un espejo y de alguna manera queriendo hacer ver como pudo "renacer". |
| 2022 | El Problema                           |                           | Christell interpreta la canción en distintos lugares, mientras hay tomas de 2 bailarines del programa Aquí se baila bailando la canción romanticamente. |

## Premios y nominaciones
A los 7 años de edad, Christell se convirtió en 'la cantante más joven' en ser nominada a un Grammy Latino, considerando que este premio (Grammy Anglo y Latino) jamás había postulado a un niño antes en alguna de sus categorías. Sin embargo la artista no puede asistir a la entrega de premios por encontrarse en período escolar.
| Año  | Categoría            | Álbum              | Resultado |
| 2005 | Mejor Álbum Infantil | La fiesta continúa | Nominada  |